# Feel It
Feel It – singel amerykańskiej grupy Three 6 Mafia z ich dziesiątego albumu studyjnego zatytułowanego Laws of Power. Utwór został wyprodukowany przez Tiësto i DJ Frank E. Gościnnie w piosence pojawił się Sean Kingston, Flo Rida i Tiesto. Utwór wydany został 1 grudnia 2009 roku w formacie digital download.

## Teledysk
9 listopada zostały rozpoczęte prace nad teledyskiem. Reżyserią zajął się Rich Newey. Sceny kręcono m.in. w Bellagio w Las Vegas.

## Pozycje na listach
| Lista (2009-10)                | Najwyższa pozycja |
| ------------------------------ | ----------------- |
| Austria (Ö3 Austria Top 40)    | 20                |
| Holandia (Mega Single Top 100) | 62                |
| Irlandia (IRMA)                | 39                |
| Kanada (Canadian Hot 100)      | 33                |
| UK Singles Chart               | 83                |
| US Billboard Hot 100           | 78                |